# ルンペルシュティルツヒェン

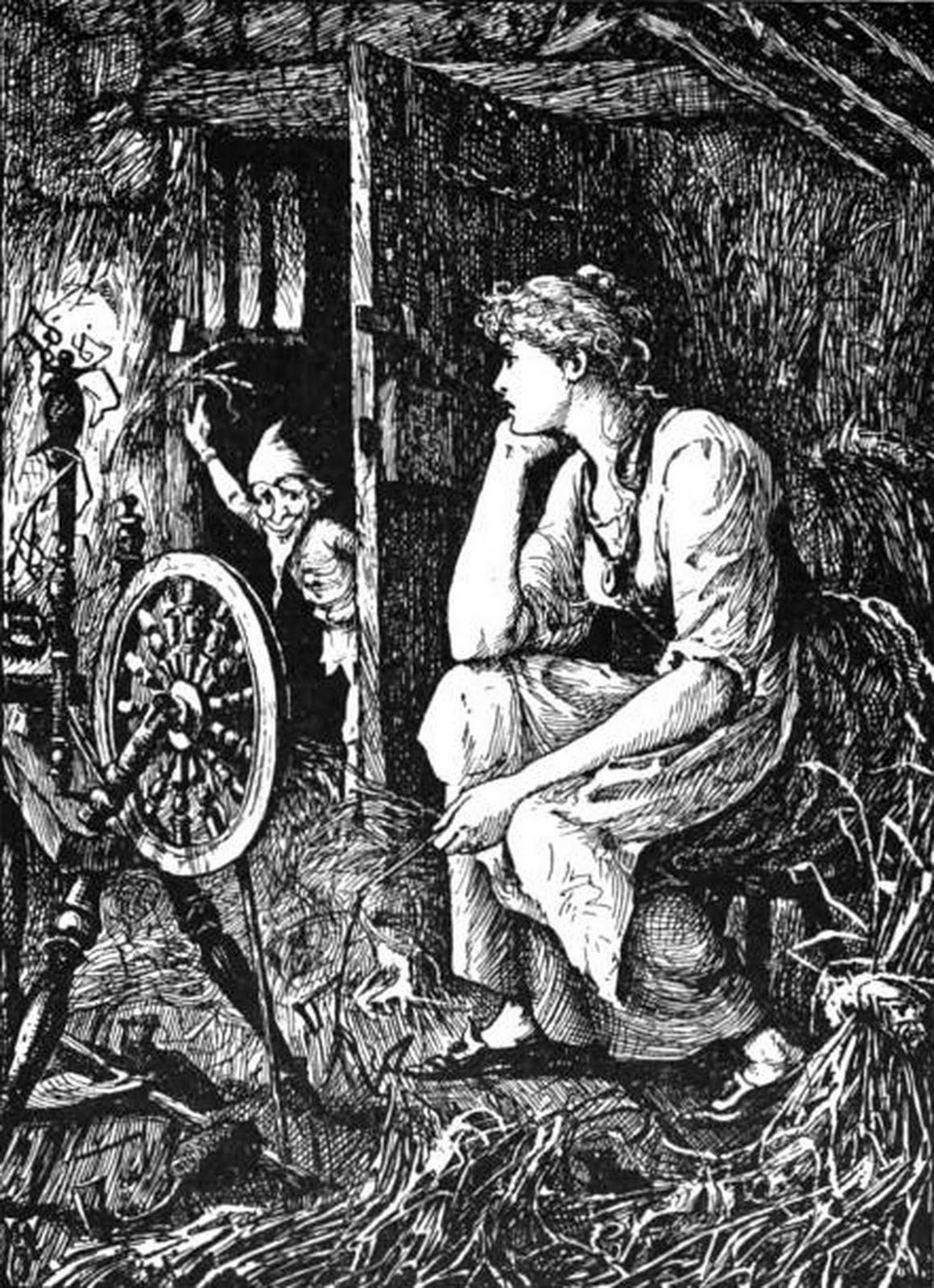

「ルンペルシュティルツヒェン」（独: Rumpelstilzchen、KHM 55）は、『グリム童話』(Kinder- und Hausmärchen) に収録されている作品。『がたがたの竹馬こぞう』と訳されることもある。
「悪魔（鬼）の名前当て」というモチーフは、イギリスの『トム・ティット・トット』等にも見られる。この話には世界中に存在している「名前の神秘性」、対象の名前を知れば相手を支配出来るという概念が込められている。

## あらすじ
貧しい粉引きが、王に「うちの娘は藁を紡いで金に変えることが出来る」と嘘をつく。王は娘を王妃にすることを条件に藁を金に変えるようにせまり、塔の上に糸車と藁とともに娘を閉じ込める。三日後の朝までに金が紡げないと彼女は殺されてしまう。娘が泣いていると小人（ドワーフ）が現れ、最初の晩はネックレスと引き換えに金を紡いでやろうと迫る。次の晩は、指輪と引き換えに紡いでやろうと迫る。いよいよ処刑が迫る最後の晩、小人は最初に生まれる子供と引き換えに藁を金に変えると迫り、ついに娘は折れる。
藁を金に紡ぐ約束が果たせ、王妃になった娘が産褥の床についていると、小人が赤ん坊を奪いにやってくる。王妃の懇願を受けた小人は「三日後までに自分の名前を当てられたら子供を連れて行かない」と約束する。王妃は国中の名前を集めさせるが小人の名前は見つからない。困っていると、王が森で奇妙な歌を歌う小人を見たと語る。「今日はパン焼き　明日はビール作り　明後日は女王の子を迎えに　俺様の名前がルンペルシュティルツヒェンだとは　うまいことに誰もご存知ない」。なんと、小人が歌っていたのは自分の名前（ルンペルシュティルツヒェン）だった。三日たって子供を連れ去りにやってきた小人は王妃に名前を言い当てられ激昂し「お前は悪魔から聞いたな！ お前は悪魔から聞いたな！」と地団駄を踏み、逆上の余り自分で自分を引き裂いてしまう。

## 名の由来
ルンペルシュティルツヒェン (Rumpelstilzchen) とは、ガタゴト鳴る柱（Rumpel = ガタゴトという音、騒々しい。Stilz = ものを支える柱）に擬人的な意味合いで指小辞 (-chen) を添えたものであり、「妖怪がたごと柱さん」といったような意味である。Rumpelstilt または Rumpelstilz と呼ばれるゴブリンの一種は柱を鳴らしたり板をたたいたりする存在で、Rumpelgeist や Poltergeist（ポルターガイスト）など家で物音を立てたり家ごと揺らしたりする妖怪に似たものである。

## 影響
『西の善き魔女』や『ワンス・アポン・ア・タイム』に影響をあたえている。
ゲーム『ペーパーマリオRPG』のボスキャラクター「ランペル」は、見た目は幽霊のようだが、名前と能力はこの童話をもとにしたものと見られる。ランペルは主人公マリオの体を盗み、しばらくは彼になりすまし本物のマリオを倒そうとするが、マリオに名前を言い当てられると弱体化し、拠点である「オドロン寺院」に逃げていく。